# Союз художников Литвы
Союз художников Литвы (лит. Lietuvos dailininkų sąjunga) — творческая общественная организация, добровольное объединение профессиональных художников и искусствоведов, поощряющее и пропагандирующее творчество своих членов, защищающая их авторские права, проводящая творческие проекты и участвующая в них. В 1940—1941 годах носила название Профессионального союза художников Литвы, в 1941—1944 годах — Союза художников Литвы, в 1944—1989 годах называлась Союз художников Литовской ССР; с 1989 года Союз художников Литвы.

## История

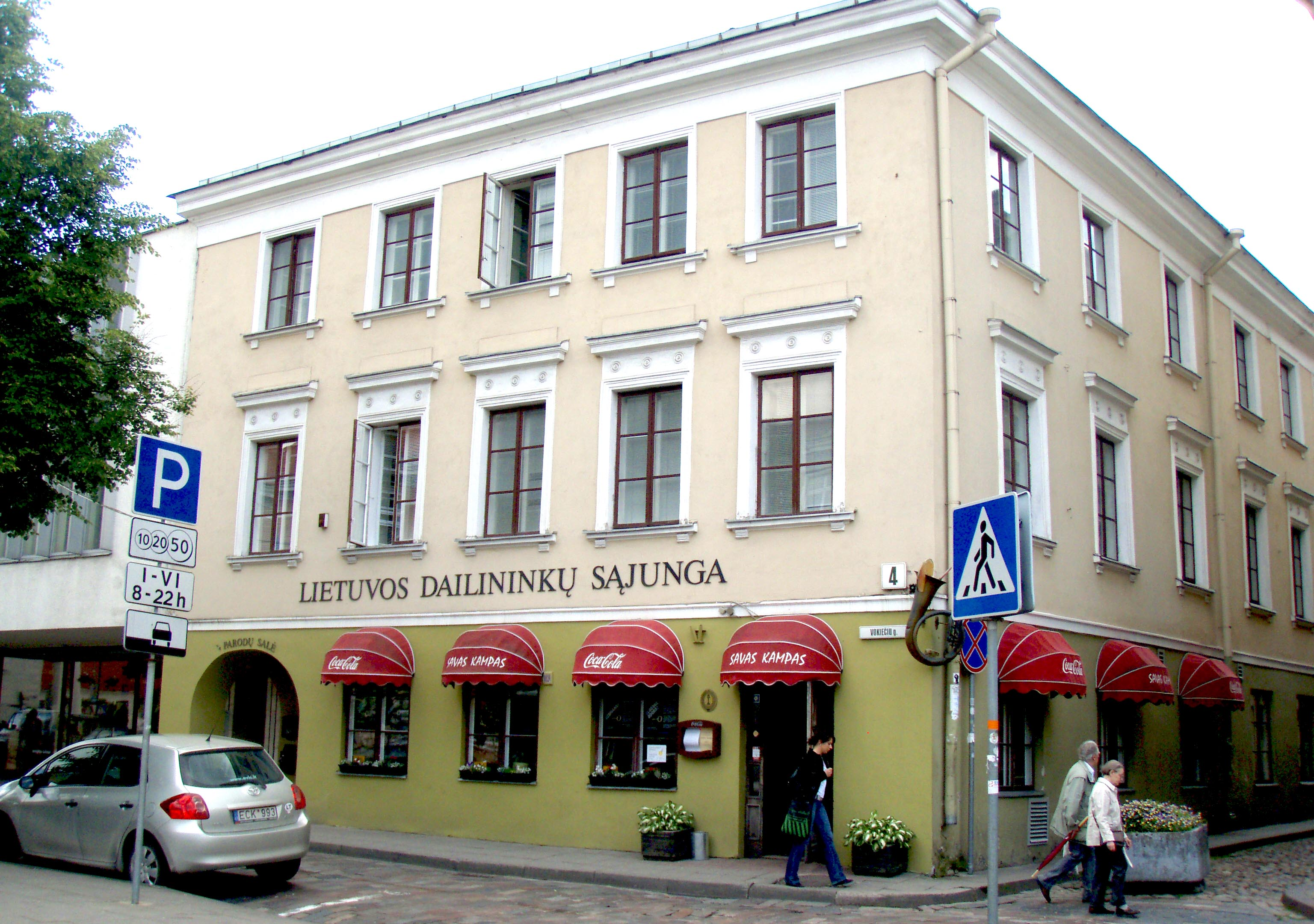
Офис Союза художников Литвы (Вильнюс, улица Вокечю 4)

Союз художников Литвы основан в 1935 году в Каунасе. В 1938 году к нему присоединилось Общество художников Литвы (Lietuvos dailininkų draugija). В 1940—1941 годах назывался Профессиональным союзом художников Литвы (Lietuvos dailininkų profesine sąjunga), в 1941—1944 годах — Союзом художников Литвы (Lietuvos dailininkų sąjunga), в 1944—1989 годах называлась Союзом художников Литовской ССР (LTSR dailininkų sąjunga); в 1989 году возвращено первоначальное название.
В 1941—1944 годах при Союзе художников СССР в Москве действовало бюро Союза художников Литовской ССР, позднее присоединённый к Союза художников Литовской ССР. В 1944—1989 годах Союзу художников Литвы принадлежал Художественный фонд Литвы.

## Структура
В составе Союза художников Литвы действуют секции графики, скульптуры, живописи, текстиля, сценографии, искусствоведения, прикладных искусств, монументальных искусств. Имеются четыре территориальных отделения (Каунас, Шяуляй, Паневежис, Клайпеда).
Каждые четыре года созываются конференции-съезды, на которых утверждается совет Союза художников Литвы и избирается председатель. В 2008 году Союз объединял 1310 членов , в настоящее время — 1440 человек.

## Деятельность
Союзу художников Литвы принадлежат семь галерей — в Вильнюсе („Arka“, с 1990 года; „Šv. Jono gatvės galerija“, с 1991 года; „Dailininkų sąjugos galerija“, с 1993 года; „Kairė-Dešinė“, с 1995 года), в Паневежисе („Galerija XX“, с 1993 года), в Каунасе («Парк искусства»; „Meno parkas“, с 1997 года), в Клайпеде („Klaipėdos galerija“, с 1998 года).
При Союзе художников Литвы с 1997 года действует издательство, до 2002 года называвшееся Центром художественной печати и информации („Dailės leidybos ir informacijos centras“); с 2003 года — издательство „Artserija“. Издательство издаёт альбомы, серию книг, посвящённых современным художникам Литвы („Šiuolaikiniai Lietuvos dailininkai“), журнал „Dailė“ («Искусство»).
При Союзе художников Литвы работают творческие подразделения — Центр скульптуры и витража Союза художников, ЗАО „Vilniaus dailė“, Вильнюсский центр графики, „Vilniaus grafikos meno centras“, а также Дом художника в Паланге.
Союз художников Литвы является членом учреждённой ЮНЕСКО Международной ассоциации изобразительных искусств (International Arts Association; IAA), Европейского совета художников European Council of Artists (ECA), Ассоциации создателей искусства Литвы (Lietuvos meno kūrėjų asociacija; LMKA). Секция прикладных искусств состоит в Всемирном совете прикладных искусств (World Crafts Council).

## Председатели
- Юстинас Веножинскис (1935—1936),
- Викторас Визгирда (1936—1938),
- Адомас Сметона (1938—1940),
- Антанас Жмуйдзинавичюс (1940),
- Мечисловас Булака, Стяпас Жукас (1940—1941),
- Адальбертас Станейка (1942—1944),
- Люда Вайнейките (1944—1956),
- Витаутас Мацкявичюс (1956—1958),
- Йонас Кузминскис (1958—1982),
- Константинас Богданас (1982—1987),
- Бронюс Леонавичюс (1987—1992),
- Альгимантас Бигузас (1992—1994),
- Гвидас Раудонюс (1994—1998),
- Вацловас Крутинис (1998—2008),
- Эугениюс Налевайка (2008—2012),
- Эдита Утарене (2012—2020)[4]
- Эгле Ганда Богданене (с 2020 года)